# Andrena transhissarica
Andrena transhissarica är en biart som beskrevs av Popov 1958. Andrena transhissarica ingår i släktet sandbin, och familjen grävbin. Inga underarter finns listade i Catalogue of Life.